# Flak-Kampfabzeichen
Das Flak-Kampfabzeichen der Luftwaffe war ein Kampfabzeichen der deutschen Wehrmacht im Zweiten Weltkrieg und wurde am 10. Januar 1941 durch den Oberbefehlshaber der Luftwaffe Hermann Göring gestiftet. Es sollte die Erfolge der Flakartillerie der Luftwaffe sowohl bei der Abwehr von Luftangriffen als auch im Erdkampf würdigen.

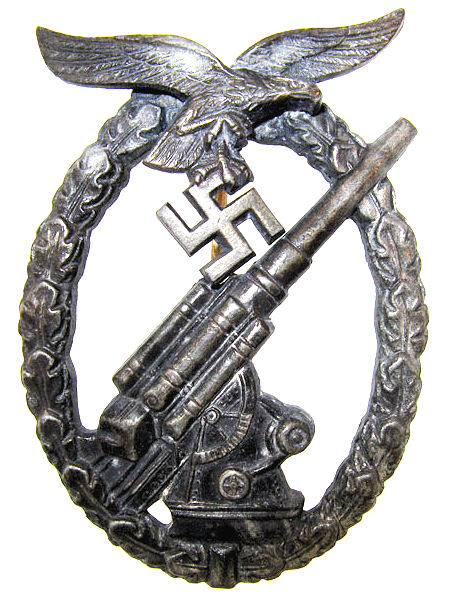
Flak-Kampfabzeichen

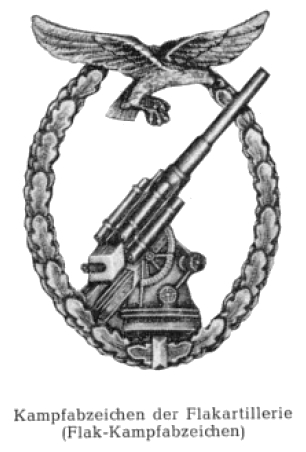
… 57er Version

## Aussehen
Das Kampfabzeichen besteht aus einem stilisierten 8,8-cm-Geschütz, das von einem hochovalen Eichenlaubkranz umgeben ist, der auf dem oberen Teil das Hoheitszeichen der Luftwaffe trägt. Die Abmessungen belaufen sich etwa auf: Abmessung des Kranzes: Höhe 55 mm, Breite 45 mm; Flügelspannweite des Adlers 40 mm, Höhe 30 mm. Gewicht 41 Gramm.
Der künstlerische Entwurf wurde am 19. Juli 1940 durch den Berliner Graphiker Wilhelm Ernst Peekhaus vorgelegt. Die Firma C. E. Juncker in Berlin erhielt den ersten Auftrag am 31. Januar 1941.

## Verleihungsbedingungen
Das Abzeichen der Flakartillerie konnte – auch rückwirkend von Kriegsbeginn – an Offiziere, Unteroffiziere und Mannschaften verliehen werden, die
- bei der Bekämpfung feindlicher Flugzeuge (5 Abschüsse) unmittelbar beteiligt gewesen sind. Dazu galten auch die Flakscheinwerferbatterien 150 und Flakscheinwerferzüge 60 cm.
- an drei verschiedenen Kampfhandlungen gegen Erd- oder Seeziele unter erschwerten Bedingungen gekämpft haben, z. B. Vernichtung von sich bewegenden Panzern oder Schiffen.
- als Batterieführer maßgeblich an der erfolgreichen Einsatzführung beteiligt waren und jeweils mindestens 50 Prozent der Gefechtsbatterien das Abzeichen schon erhalten hatten.

Angehörige des Sanitätspersonals mussten mit Erlass vom 7. Januar 1942 ihre erworbenen Abzeichen wieder abgeben. Da eine aktive Teilnahme an Kampfhandlungen Voraussetzung war, kam aus völkerrechtlichen Überlegungen eine Verleihung des Kampfabzeichens an Angehörige des Sanitätspersonals, die unter dem Schutz des Genfer Abkommens standen, nicht in Betracht.

## Sonstiges
Laut Gesetz über Titel, Orden und Ehrenzeichen vom 26. Juli 1957 ist das Tragen der Auszeichnung in der Bundesrepublik Deutschland nur ohne nationalsozialistische Embleme gestattet.